# Jaskinia Świętego Szczepana

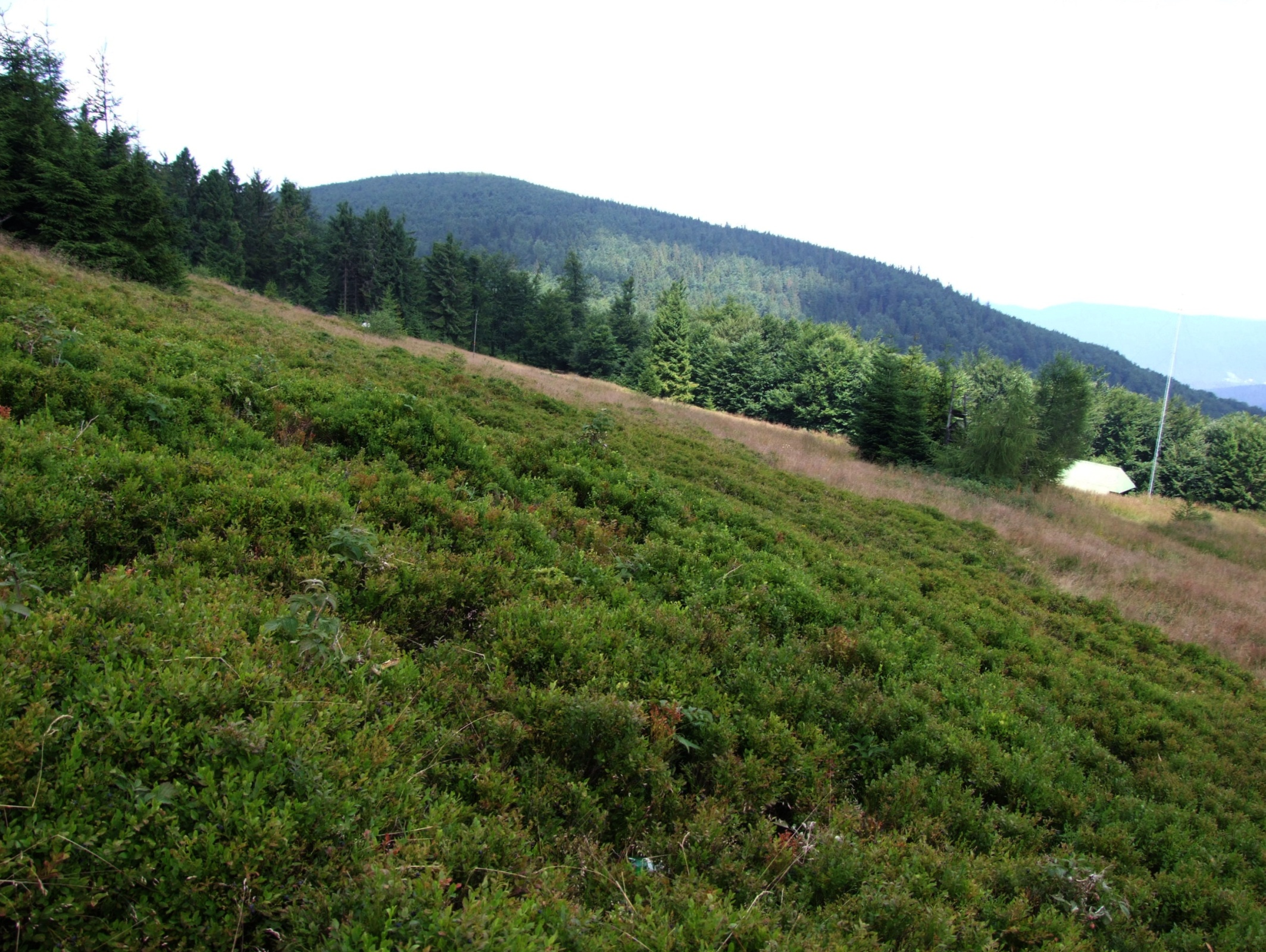
Widok z Hali Łabowskiej na Wierch nad Kamieniem

Jaskinia Świętego Szczepana – jaskinia w Beskidzie Sądeckim. Wejście do niej znajduje się na północnym zboczu zachodniego szczytu Wierchu nad Kamieniem, w pobliżu Jaskini Niedźwiedziej, Jaskini Małej Niedźwiedziej i Jaskini w Pękniętej Kopie, na wysokości 1027 m n.p.m. Długość jaskini wynosi 41 metrów, a jej deniwelacja 11 metrów.

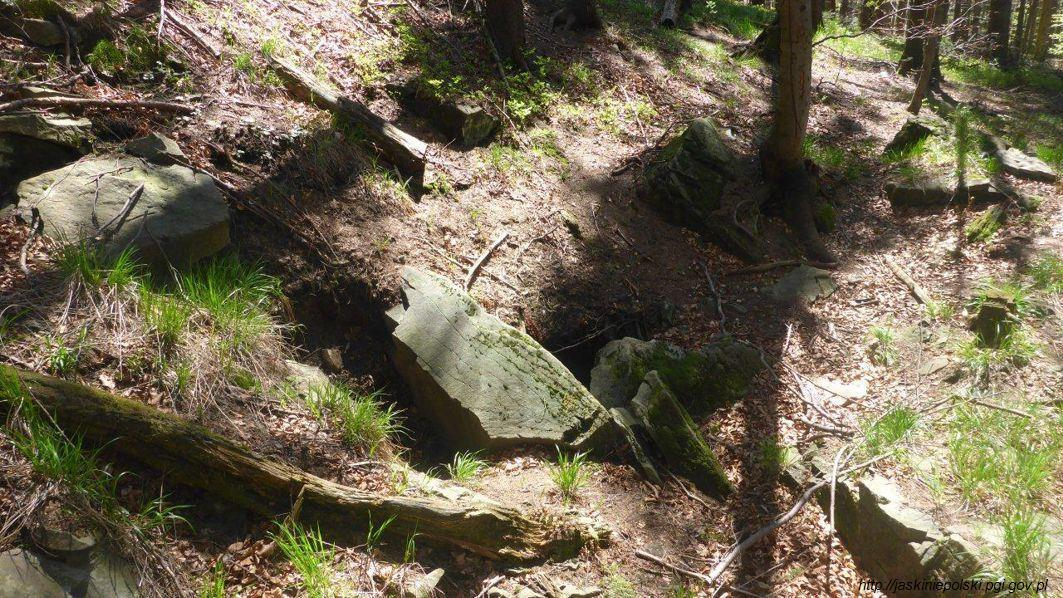
Otwór jaskini

## Opis jaskini
Za niedużym otworem wejściowym znajduje się pochylnia, która prowadzi do obszernej sali. W niej za 2-metrowym prożkiem zaczyna się korytarz, który idzie do rozgałęzienia. Stąd:
- na północny wschód prowadzi korytarz do 3,5-metrowej studzienki, z dna której można dostać się do wysokiego, szczelinowego korytarza
- na wprost idzie poprzeczny korytarz, który w lewo przez zacisk i prożek dochodzi z powrotem do sali, natomiast na prawo wraca do 3,5-metrowej studzienki[1].

## Przyroda
Jaskinia jest typu osuwiskowego. Nie ma w niej nacieków. Zamieszkują ją nietoperze. Są to podkowce małe i nocki duże. Flory nie badano.

## Historia odkryć
Jaskinię odkrył w grudniu 1992 roku, a także sporządził jej plan i opis, Edward Borek.